# Lövnäs, Älvdalens kommun
Lövnäs är en by i Älvdalens kommun i norra Dalarna belägen vid sjön Van
Strax söder om Lövnäs ligger Rotsjön. De närmaste grannbyarna är Nornäs, Tyrinäs och Ärnäs. 
I byn talas lokalspråket älvdalska.

## Historik
Lövnäs närområden var tidigare ”de stora fiskevattnens område”. Här hade man eldhus och båthus, samt härbre och nedgrävda fiskekällare för förvaring av fisk. Det var folk ifrån Mora och alla Älvdalsbyar som hade sitt fiske här uppe. I Lövnäs by fanns ett härbre, flyttat från en holme i Vansjön, där bönder ifrån Evertsberg en gång haft sina fiskeställen. Härbret har årtalet 1618 samt en mängd runinskrifter med uppgifter om mängden av fångad fisk och fågel.
Den stora färdleden till fiskevattnen var den så kallade Fiskbyvägen. Den användes flera gånger om året av ”buförsfolk” från byarna väster om Dalälven, det var ”västantillfolk” som hade sina kreatur i det stora fäbodstället Havfljotbodarna strax öster om Lövnäs. 
Det var uteslutande folk från ”västerbyarna”, som blev nybyggare i Finnmarken. De som sedan århundraden kände till varje liten myr, tjärn och hol i dessa trakter, hade givetvis större möjligheter än de, som korta tider vår och höst kommo hit som fiskare, att uppsöka och utse de lämpligaste platserna för odling och fast bosättning. Folket ifrån dessa byar var så gott som genomgående tillverkare av laggkärl och ”tinnar”(pinnar) till vävskedar. Här längst i nordväst hade man gott om outnyttjade ”bandgranmorar”, ”laggarhult” och ”skjedtinnbjörkar”, alltså råmaterial av olika slag och här kom man också ett betydligt stycke närmare Norge, dit många gjorde sina mest givande färder för försäljning av laggkärl.
Hård Erik Andersson från Västermyckläng flyttade hit till Lövnäs år 1819. Det berättas att han en vacker junidag 1819 landade med sin fiskebåt i en västlig vik av Vansjön. Där drog han upp båten och gick hundra alnar in i skogen, som bestod av blandning av tall, gran och björk. Där vid en grov furustubbe böjde han knän och med sammanknäppta händer bad han till Gud om kraft att med de sina kunna härda ut över kommande vinter. Han köpte en av fiskestugorna och flyttade den till sin boplats, det var in till denna som den första åkern grävdes. 
År 1885 delades skogsmarken upp mellan byarna och man gjorde den betydelsefulla avsättning som fick namnet Älvdalens Besparingsskog.
Under 1940-talet bodde det omkring 70 personer i Lövnäs. I nästan varje gård fanns det kor och en del får och i någon enstaka gård hade man också höns. Under denna tid var det manuella skogsarbetet i full gång och man bodde ute i primitiva skogskojor.

## Natur
Utmed Vanån kan man se bäver, älg, björn och varg på sin färd. 

## Evenemang
I juli på en tisdag (vecka 30) varje år hålls den så kallade Finnmarksdagen, som lockar tusentals besökare.[källa behövs]
Då visar många hantverkare upp sin alster, man kan äta lokal mat och besöka trädgården Villa Blåkula med över 2000 växtarter.

## Sevärdheter
Kulturella sevärdheter i byn är skvaltkvarn och minimuseum vid Kvarnbäcken som rinner mellan Kvarntjärn och Vansjön.
Vid Kvarnbäcken låg Lövnäs industris "vagga". Här fanns tidigare en vadmalstamp (idag på Rots skans), vattendriven såg, båtfabrik. 
Fångstgropar, lämningar efter en tjärdal, kolmilor och blästerugnar.
En "geologisk tidsstig" finns på Villa Blåkula och en utställning om bergarter från området.